# Fenacetina
La fenacetina (acetofenetidina, N -(4-etoxifenil)acetamida) és un fàrmac que alleuja el dolor i la febre, que es va utilitzar àmpliament després de la seva introducció el 1887. Va ser retirat de l'ús medicinal com a perillós a partir de la dècada de 1970 (per exemple, retirat al Canadà el 1973, i per la Food and Drug Administration dels EUA el 1983).Aquesta reacció és força rara, com ho demostra el fet que el fàrmac va estar al mercat durant gairebé 100 anys abans que s'establís un enllaç estadístic, quan el Canadà, seguit dels Estats Units, el van retirar del mercat.

## Història
La fenacetina va ser introduïda el 1887 a Elberfeld, Alemanya per l'empresa alemanya Bayer, i es va utilitzar principalment com a analgèsic; va ser un dels primers reductors sintètics de febre que van sortir al mercat. També se sap històricament per ser un dels primers analgèsics no opioides sense propietats antiinflamatòries.
Abans de la Primera Guerra Mundial, Gran Bretanya importava fenacetina d'Alemanya. Durant la guerra, un equip format per Jocelyn Field Thorpe i Martha Annie Whiteley va desenvolupar una síntesi a Gran Bretanya.

## Mecanisme d'acció conegut
Els efectes analgèsics de la fenacetina es deuen a les seves accions sobre els tractes sensorials de la medul·la espinal. A més, la fenacetina té una acció depressiva sobre el cor, on actua com a inòtrop negatiu. És un antipirètic, que actua sobre el cervell per disminuir el punt de consigna de temperatura. També s'utilitza per tractar l'artritis reumatoide (tipus subagut) i la neuràlgia intercostal.
In vivo, es produeix una de les dues reaccions. Normalment, l'èter de fenacetina es trenca per deixar paracetamol (acetaminofè), que és l'analgèsic clínicament rellevant. Una minoria de vegades el grup acetil s'elimina de l'amina, produint p-fenetidina cancerígena.

## Preparació
La primera síntesi va ser informada l'any 1878 per Harmon Northrop Morse.
La fenacetina es pot sintetitzar com a exemple de la síntesi de l'èter de Williamson: el iodur d'etil, el paracetamol i el carbonat de potassi anhidre s'escalfen en 2-butanona per donar el producte brut, que es recristal·litza a partir d'aigua.

## Usos

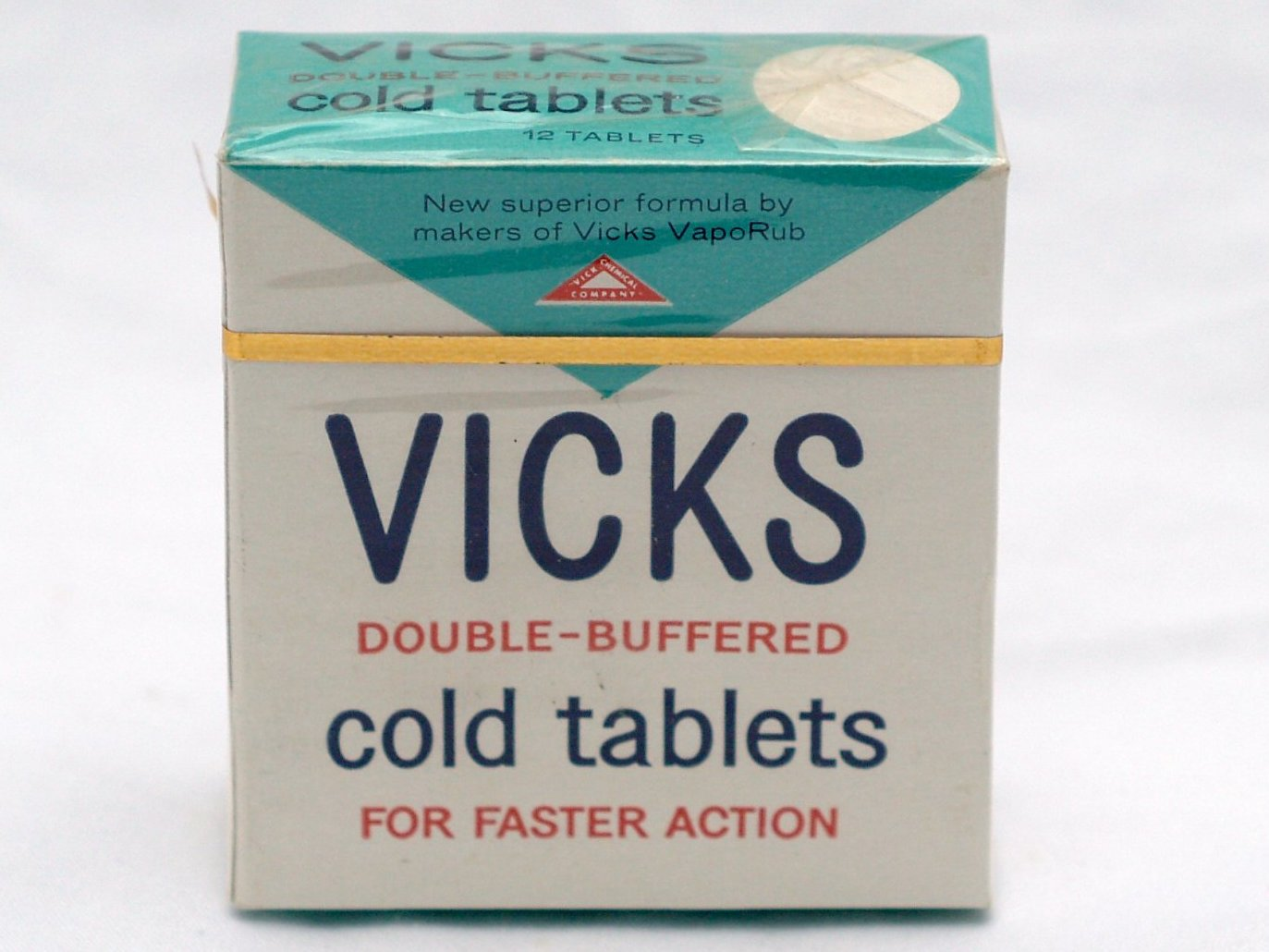
Comprimits freds Vicks, que contenen: salicilamida, fenacetina 2½ grs., maleat de pirilamina, cafeïna, sulfat d'efedrina, hidròxid de magnesi, complex d'hidròxid d'alumini (patent dels EUA 2.446.981). Aquest número de patent és del 1948; aquestes tauletes s'haurien fet poc després.

La fenacetina va ser àmpliament utilitzada fins al tercer quart del segle xx, sovint en forma d'APC, o analgèsic compost " aspirina -fenacetina- cafeïna ", com a remei per a la febre i el dolor. Una de les primeres formulacions (1919) va ser l'APC de Vincent a Austràlia.
Als Estats Units, la Food and Drug Administration va ordenar la retirada dels medicaments que contenien fenacetina el novembre de 1983, a causa de les seves propietats cancerígenes i perjudicials per als ronyons. També va ser prohibit a l'Índia. Com a resultat, es van continuar venent alguns preparats de marca i anteriorment basats en fenacetina, però amb la fenacetina substituïda per alternatives més segures. Una marca popular de fenacetina va ser el Saridon de Roche, que es va reformular el 1983 per contenir propifenazona, paracetamol i cafeïna. La coricidina també es va reformular sense fenacetina. El paracetamol és un metabòlit de la fenacetina amb efectes analgèsics i antipirètics similars, però no s'ha trobat que la nova formulació tingui la carcinogenicitat de la fenacetina.
La fenacetina s'ha utilitzat com a agent de tall per adulterar la cocaïna al Regne Unit i al Canadà, a causa de les propietats físiques similars. Allà, se li ha donat el sobrenom de "màgia".
A causa del seu baix cost, la fenacetina s'utilitza per a la investigació de les propietats físiques i refractives dels cristalls. És un compost ideal per a aquest tipus de recerca.
Al Canadà, la fenacetina s'utilitza com a reactiu de laboratori i en algunes preparacions de tint de cabell (com a estabilitzador del peròxid d'hidrogen). Tot i que es considera un medicament amb recepta, cap medicament comercialitzat conté fenacetina.

## Seguretat
S'ha demostrat en un model animal que la fenacetina i els productes que contenen fenacetina tenen els efectes secundaris i posteriors de la carcinogènesi. En humans, molts informes de casos han implicat productes que contenen fenacetina en neoplàsies urotelials, especialment carcinoma urotelial de la pelvis renal. La fenacetina està classificada per l'Agència Internacional per a la Recerca del Càncer (IARC) com a cancerígena per als humans. En una sèrie prospectiva, la fenacetina es va associar amb un augment del risc de mort per malalties urològiques o renals, mort per càncer i mort per malalties cardiovasculars. A més, les persones amb deficiència de glucosa-6-fosfat deshidrogenasa poden experimentar hemòlisi aguda o dissolució de cèl·lules sanguínies mentre prenen aquest medicament. L'hemòlisi aguda és possible en el cas de pacients que desenvolupen una resposta IgM a la fenacetina que condueix a complexos immunitaris que s'uneixen als eritròcits de la sang. Aleshores, els eritròcits es lisen quan els complexos activen el sistema del complement.
Se sap que l'ús crònic de fenacetina provoca una nefropatia analgèsica caracteritzada per una necrosi papil·lar renal. Aquesta és una condició que provoca la destrucció d'algunes o totes les papil·les renals dels ronyons. Es creu que el metabòlit <i id="mwfQ">p</i> -fenetidina és almenys en part responsable d'aquests efectes.
Una mort notable que possiblement es pot atribuir a l'ús d'aquesta droga va ser la del pioner de l'aviació Howard Hughes. Havia estat utilitzant fenacetina àmpliament per al tractament del dolor crònic ; durant la seva autòpsia es va afirmar que l'ús de fenacetina podria haver estat la causa de la seva insuficiència renal.